# Medardo Fraile
Medardo Fraile (Madrid, 13 de març de 1925 Glasgow, 9 de març de 2013) fou un escriptor, catedràtic de llengua espanyola a la Universitat de Glasgow, va fundar el primer grup de teatre experimental de la postguerra amb Sastre, Paso i Gordon, i va estrenar una breu obra mestra, EL hermano (1948). Conegut també com a autor de relats breus, marcats per una profunda capacitat d'observació combinada amb dots d'humor, lirisme i tendresa. Ha rebut els premis nacionals més prestigiosos com ara Premio Sésamo (1956), Crítica de Oro (1965), La Estafeta Literaria (1970) i Hucha de Oro (1971). Cuentos completos aplegà els relats disseminats en quatre llibres anteriors:
- Cuentos con algún amor 1954.
- A la luz cambian las cosas 1959.
- Cuentos de verdad 1964.
- Descubridor de nada y otros cuentos 1970.

El 2004 publicà una nova recopilació: Escritura y verdad. Cuentos completos.